# Diamant à gouttelettes
Stagonopleura guttata
Espèce
Statut de conservation UICN

 VU  : Vulnérable
Le Diamant à gouttelettes (Stagonopleura guttata ou Emblema guttata) est une espèce d'oiseaux qui fait partie de la famille des Estrildidae. Ce petit passereau est originaire d'Australie, mais certaines variétés d'élevage sont considérées comme domestiques.

## Description

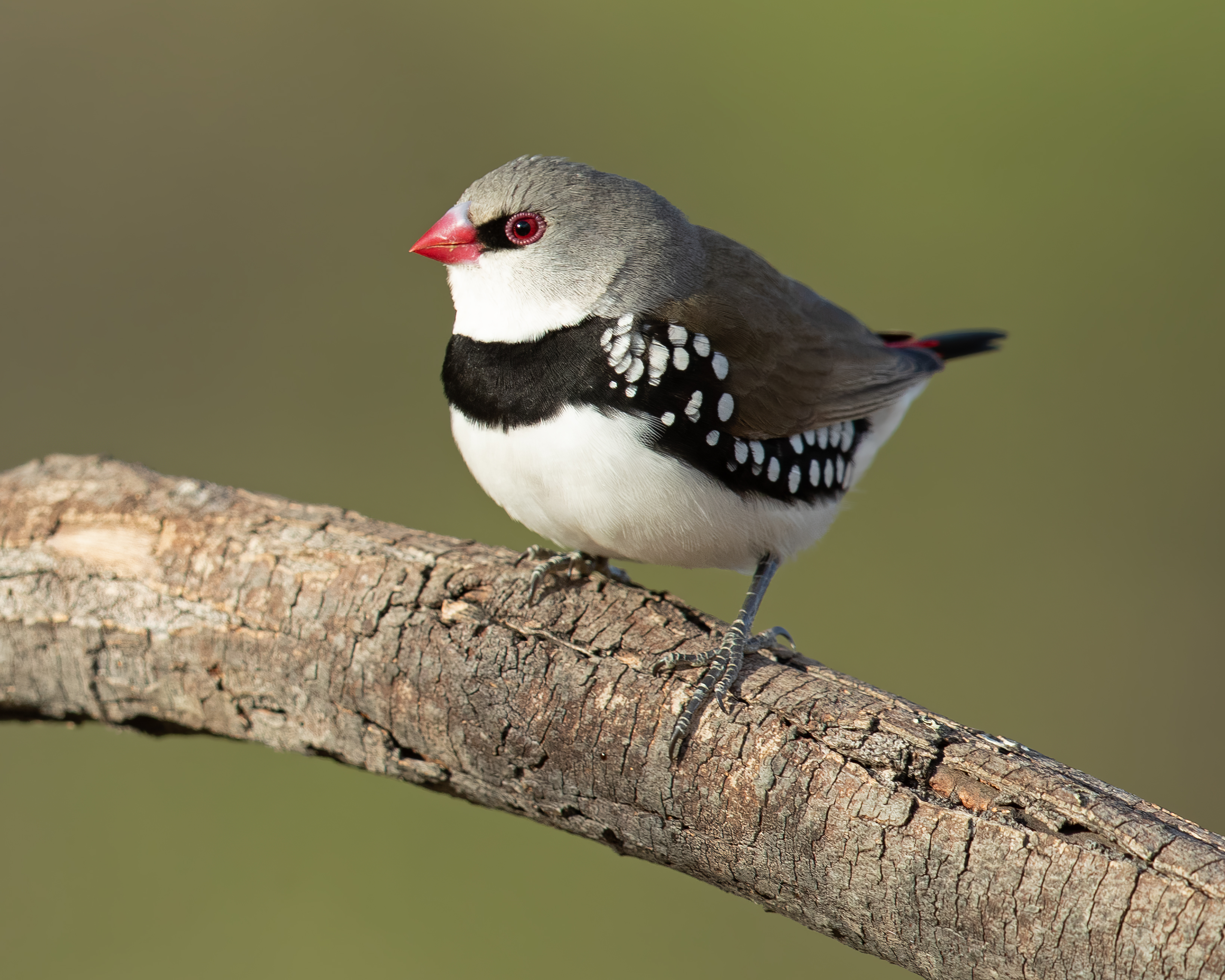
Un Diamant à gouttelettes vers Lithgow, en Nouvelle-Galles du Sud, Australie.
- Vidéo d'un Diamant à gouttelettes, Parc national Sundown, Australie
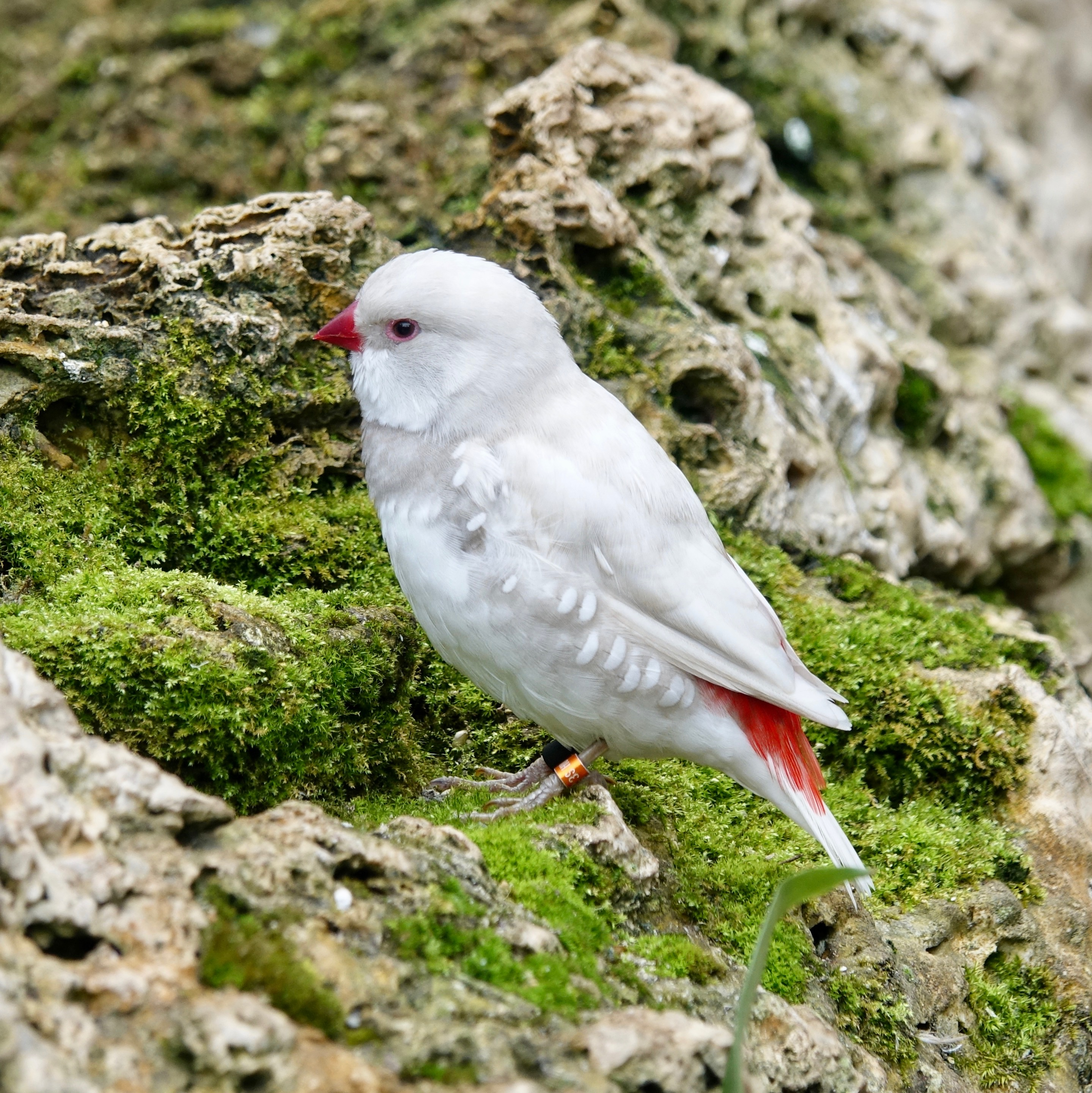
Variété opale.

## Habitat et répartition
Cet oiseau est répandu dans les régions côtières tempérées du sud-est de l'Australie depuis la péninsule d'Eyre en Australie-Méridionale, jusqu'au sud-est du Queensland, généralement sur les pentes de la Cordillère australienne.
Il vit dans les forêts, les bois et les mallees d'eucalyptus. Il a tendance à s'installer sur les terres agricoles abandonnées et les prairies.

## Comportement et reproduction

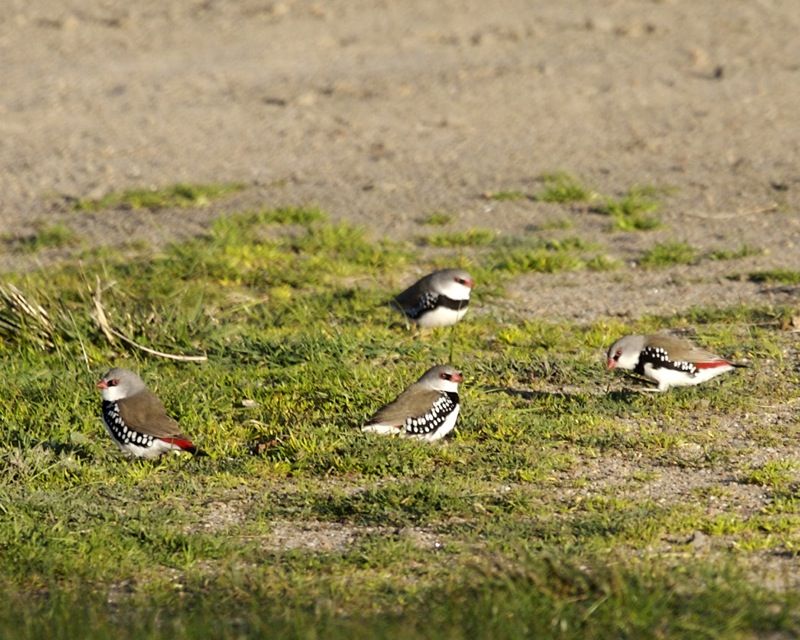
Plusieurs individus recherchant leur nourriture au sol.

Il passe beaucoup de son temps sur le sol à trouver des graines et des insectes.

## Variétés domestiques et législation
En droit français, seuls les individus des variétés suivantes, issues d'élevage, sont considérés comme étant des animaux domestiques.
- variété brune
- variété à bec jaune
- variété pastel
- variété argentée

Les autres formes relèvent donc de la législation concernant les animaux sauvages et nécessitent un certificat de capacité pour l'entretien d'animaux d'espèces non domestiques.